# Calcicola
Calcicola là một chi thực vật có hoa trong họ Malpighiaceae.

## Loài
Chi Calcicola gồm các loài: